# Juha Mieto
Juha Mieto (n. 20 noiembrie 1949, Kurikka, Vaasa Province⁠(d), Finlanda) este un politician ce a reprezentat Finlanda, medaliat olimpic. A participat la 4 ediții ale Jocurilor Olimpice (1972, 1976, 1980, 1984) în care a câștigat o medalie de bronz.